# Emine Nazikeda

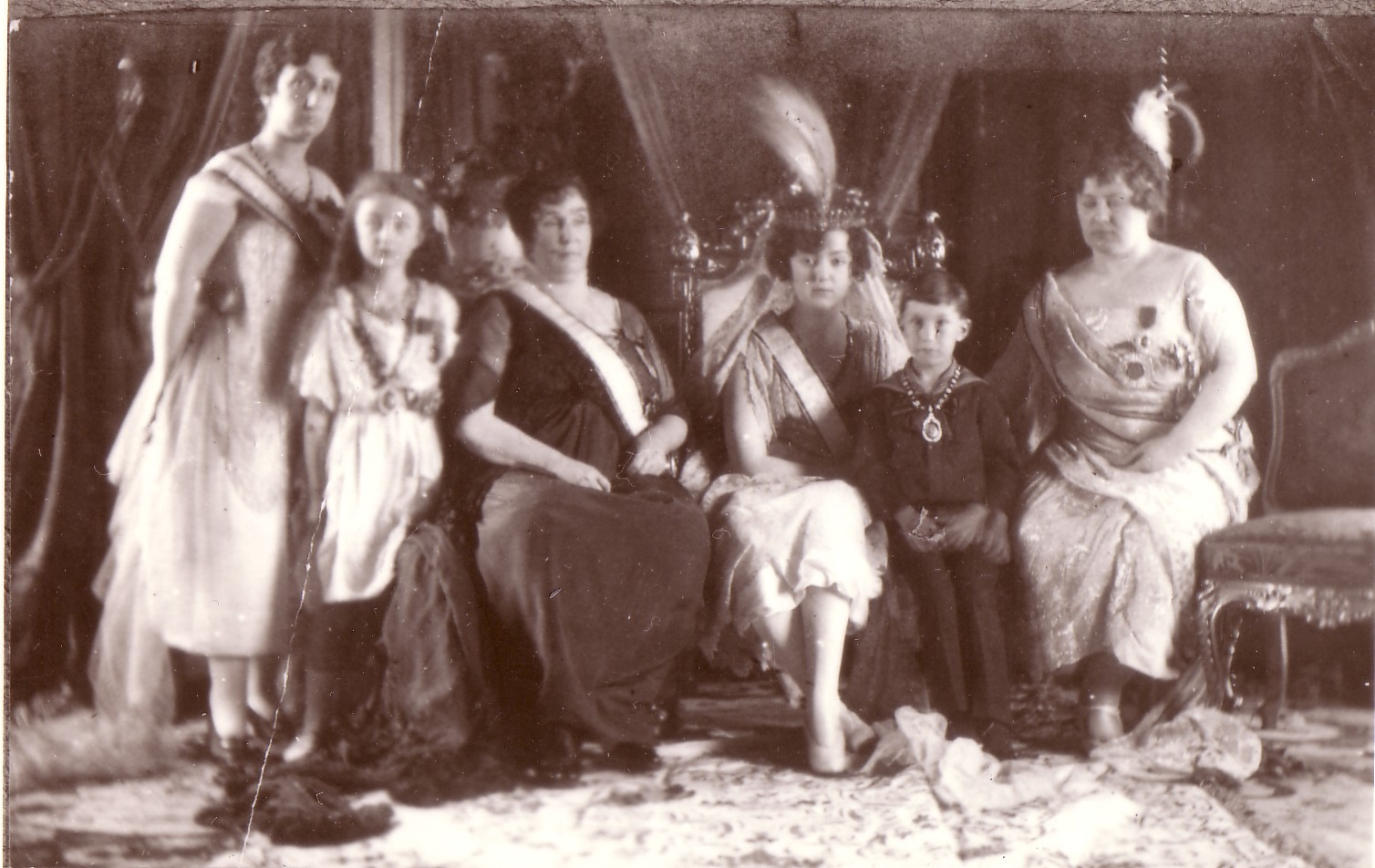
Nazikeda (dritte von links) bei der Hochzeit ihrer Tochter Sabiha (dritte von rechts) am 29. April 1920

Emine Nazikeda (* 9. Oktober 1866 in Sochumi; † 4. April 1941 in Kairo) war die Hauptfrau des letzten Sultans des Osmanischen Reichs.
Sie kam in Tzebelda als Tochter des Fürsten Hassan Marschania von Tzebelda und der Fürstin Fatma Choredjan Aredba von Adler zur Welt. Kurz vor dem Russisch-Osmanischen Krieg 1877 wurde Nazikeda von ihrer Familie an den türkischen Hof nach Istanbul vermittelt, wo sie den damaligen Prinzen Mehmed Vahdettin kennenlernte und am 8. Juni 1885 heiratete. 
Nach der Thronbesteigung von Mehmed Vahdettin als Sultan Mehmed VI. 1918 galt Emine Nazikeda, die erste von vier Sultansgattinnen, als dessen Hauptfrau.
Während des türkischen Befreiungskriegs, in den Jahren 1919 bis 1923 unterstützte sie verschiedene karitative Einrichtungen und ließ Schulen, Krankenhäuser, Moscheen und Armenhäuser restaurieren. Nach dem durch Revolutionäre und die Alliierten erzwungenen Exil des Sultans am 17. November 1922 wurde sie vom neu gegründeten türkischen Parlament in Ankara zusammen mit weiteren Angehörigen der Sultansfamilie im Palais von Ortaköy am Bosporus interniert. Zwei Jahre wurde sie dort festgehalten, bis auch sie am 10. März 1924 ins Exil geschickt wurde. 
Emine Nazikeda lebte bis zum Ableben ihres Mannes 1926 in San Remo, Italien, danach in Frankreich und ab 1929 in Kairo, wo sie 1941 völlig verarmt starb. Sie wurde auf dem Abbasiye Friedhof in Kairo beigesetzt.
Ihre Nichte war Kezziban Schahinde Marschania von Tzebelda (1895–1924), eine Hofdame am Hofe Sultan Mehmeds VI.